# Inmaculada Salomón
Inmaculada Salomón (Madrid, 1988) es una bailarina española. Desde 2016 es primera bailarina del Ballet Nacional de España (BNE).
Tras estudiar en el Real Conservatorio Profesional de Danza de Madrid, y después con Manuel Reyes y Miguel Ángel Berna, entró en el Ballet Nacional de España en 2006.

## Actuaciones
- 2017: Electra, con coreografía de Olga Pericet, Teatro de la Zarzuela (Madrid)[3]
- 2018: Electra, con Sergio Bernal y Antonio Najarro, Festival Internacional de Teatro Clásico de Mérida[4]

## Otros trabajos
En septiembre de 2017, el Ateneo de Madrid presenta la exposición Art of Somoza del artista Iván M.I.E.D.H.O.  Inmaculada Salomón participa como modelo principal y colabora con la actriz y activista, Amarna Miller y el escritor José Carlos Somoza.